# NDS (企業)
NDS株式会社（エヌディーエス、英文社名 NDS Co., Ltd.）は、愛知県名古屋市に本社を置く総合エンジニアリング企業であり、NTT通信工事業者大手。ICTソリューション事業、住宅不動産事業も展開している。
2012年10月1日、日本電話施設株式会社（にほんでんわしせつ、英文社名 Nippon Denwa Shisetsu Co., Ltd.）から社名変更した。また、同業最大手のコムシスホールディングス株式会社と2018年10月1日に経営統合し、2018年9月26日付で東証1部および名証1部の上場を廃止している。

## 事業内容
- 総合エンジニアリング事業
  - 通信設備エンジニアリング《通信キャリア設備、道路・鉄道・その他通信設備の設計・施工・保守》
    - ケーブルネットワーク設備、モバイルネットワーク設備、
    - 通信地下設備、ETC設備、情報板設備、
    - ハイウェイラジオ設備、非常電話設備　等

  - 電気設備エンジニアリング《建物内設備、フィールド設備の設計・施工・保守》
    - 電気設備、火災報知器設備、放送・音響設備
    - 太陽光発電設備、充電用スタンド設備　等

  - 土木エンジニアリング
    - 電線共同溝工事、上下水道工事
    - 舗装工事、道路維持工事、非破壊検査　等
- ICTソリューション事業
  - ICTソリューションサービス
    - システム開発、デジタルサイネージ
    - 交通系電子マネー決済システム
    - NDSひかり、産業向けカメラ、ホテル客室ソリューション、ＶＯＤ　等

  - ビジネスサポートサービス
    - 車両・機器等のリース・メンテナンス
    - 半導体製造装置等の設置・保守サービス
    - 人材派遣、通信機器製造・販売・修理
    - モバイル機器・端末性能評価　等
- 住宅不動産事業
  - 分譲戸建・分譲マンションの販売・リフォーム
  - マンション・不動産の賃貸事業　等

## 沿革
- 1954年（昭和29年）5月 - 本多静雄により会社設立。
- 1963年（昭和38年）10月 - 名古屋証券取引所2部上場。
- 1973年（昭和48年）8月 - 名証1部上場。
- 1998年（平成10年）
  - 4月 - 名古屋通信ビル株式会社と合併。
  - 10月 - 電設事業部門でISO 9001認証取得。
- 1999年（平成11年）
  - 1月 - 岐阜支店でISO 9001認証取得。
  - 4月 - 東京証券取引所1部上場。
  - 9月 - NTT部門でISO 9001認証取得。
- 2001年（平成13年）6月 - ISO 14001認証取得。
- 2005年（平成17年）10月 - 情報システム部門を分社化、NDSインフォス株式会社を設立。
- 2012年（平成24年）10月1日 - 現社名に変更。
- 2018年（平成30年）
  - 9月26日 - 東京証券取引所1部並びに名古屋証券取引所1部上場廃止[1]。
  - 10月1日 - コムシスホールディングス株式会社と経営統合を実施し、NDSは簡易株式交換によりコムシスホールディングスの完全子会社となる[2]。
- 2019年（平成31年）4月 - 静岡支店に浜松支店を統合。愛知NDS株式会社を存続会社として、北東通信建設株式会社を吸収合併。NDSソリューション株式会社を存続会社として、NDSアイコス株式会社を吸収合併。NDSインフォス株式会社を存続会社として、株式会社エヌサイトを吸収合併。
- 2020年（令和2年）
  - 7月 - 北陸支店をモバイル事業本部北陸事業部として再編成。NDSソリューション株式会社から労働者派遣事業を会社分割し、NDSキャリア株式会社を設立。
  - 10月 - 朝日設備工業株式会社をグループ会社化。
- 2021年（令和3年）4月 - 配電営業本部、調達部およびスマートワーク推進室を設置。
- 2022年（令和4年）4月 - 名古屋支店に三重支店を統合し、三重営業支店を設置。株式会社Can-TECをグループ会社化

## 事業所所在地
- 本社 - 愛知県名古屋市中区千代田2-15-18
- テクノロジー総合センタ - 愛知県犬山市字番前58-1
- 本部
  - NTT事業本部 - 愛知県名古屋市中区千代田2-15-18
  - ICTサービス事業本部 - 愛知県名古屋市中区千代田2-15-18
  - モバイル事業本部 - 愛知県名古屋市中区松原2-3-19
  - 社会インフラ事業本部 - 愛知県あま市下萱津替地1056
  - 住宅不動産事業本部 - 愛知県名古屋市東区葵1-18-26
  - 配電営業本部 - 愛知県名古屋市中区千代田2-15-18
- 支社
  - 関西支社 - 大阪府大阪市淀川区三津屋中2-5-5
- 支店
  - 名古屋支店 - 愛知県名古屋市港区正保町8-61
    - 三重営業支店 - 三重県津市あのつ台2-2-4

  - 豊橋支店 - 愛知県豊橋市瓜郷町寄道33-1
  - 静岡支店 - 静岡県静岡市葵区川合3-25-25
    - 浜松営業支店 - 静岡県浜松市中央区丸塚町34

  - 岐阜支店 - 岐阜県岐阜市西改田字川向164
    - 岐阜東営業支店 - 岐阜県加茂郡坂祝町黒岩字東野1440-1

  - 長野支店 - 長野県長野市若穂綿内字東山1108-5 TOSYS綿内ビル2F
  - ネットワーク事業部 - 愛知県名古屋市中区松原2-3-19
  - 基盤事業部 - 愛知県名古屋市港区正保町8-61

## グループ企業一覧
- 愛知NDS株式会社
- 豊橋NDS株式会社
- 大日通信株式会社
- 静岡NDS株式会社
- 浜松NDS株式会社
- 岐阜NDS株式会社
- 株式会社Can-TEC
- 日本技建株式会社
- 株式会社NDSネットワーク
- 朝日設備工業株式会社
- NDSインフォス株式会社
- 株式会社エヌディエスリース
- NDSソリューション株式会社
- NDSキャリア株式会社
- NDSメンテ株式会社
- 東名通信工業株式会社
- ブリッジ・モーション・トゥモロー株式会社
- NDS.TS株式会社